# ISI Web of Knowledge
ISI Web of Knowledge (WoK) es un servicio en línea de información científica, suministrado por Institute for Scientific Information (ISI), grupo integrado en Clarivate Analytics (anteriormente, en Thomson Reuters). Facilita el acceso a un conjunto de bases de datos bibliográficas y otros recursos que abarcan todos los campos del conocimiento académico. 
- Web of Science que incluye varias grandes bases de datos bibliográficas, con referencias a citas bibliográficas de 8,700 revistas de ciencia, tecnología, ciencias sociales, artes, y humanidades:
  - Science Citation Index (SCI)
  - Social Sciences Citation Index (SSCI)
  - Arts & Humanities Citation Index (A&HCI)
  - Biological Abstracts
  - Index Chemicus y
  - Current Chemical Reactions
- ISI Proceedings que incluye más de 100,000 actas de conferencias y congresos sobre ciencia y ciencias sociales.
- Current Contents Connect
- Medline, una base de datos de publicaciones de Medicina
- y otros recursos para la investigación como ISI Essential Science Indicators, Journal Citation Reports (con dos ediciones: Ciencia y Ciencias Sociales), in-cites, Science Watch, ISI HighlyCited.com, Index to Organism Names, y BiologyBrowser.

El uso de ISI Web of Knowledge está autorizado a instituciones como universidades y departamentos de investigación de grandes corporaciones.